# Баринов, Александр Борисович
Алекса́ндр Бори́сович Ба́ринов (7 сентября 1897, Пищалево, Ярославская губерния — 18 сентября 1981, Москва) — советский военный деятель, Генерал-майор (31 марта 1943).

## Биография
Александр Борисович Баринов родился 7 сентября 1897 года в селе Пищалево Ярославской губернии (ныне — Тутаевского района Ярославской области).

### Первая мировая и гражданская войны
В марте 1916 года был призван в ряды Русской императорской армии, в чине младшего унтер-офицера принимал участие в боевых действиях на Западном фронте в ходе Первой мировой войны. С января по май 1918 года находился в плену в Германии.
В июле 1918 года вступил в ряды РККА, после чего служил на должностях командира взвода и роты в 1-м Романово-Борисоглебском стрелковом батальоне, а с декабря — на должности комиссара 2-го Бирского стрелкового полка 21-й стрелковой дивизии. В составе 9-я армии (Южный фронт) принимал участие в боевых действиях против войск под командованием генерала А. И. Деникина, а мая 1920 года — в боевых действиях во время советско-польской войны, в ходе которой был командиром заградительного отряда своей дивизии. В 1921 году 21-я стрелковая дивизия была передислоцирована в Сибирь, где принимала участие в подавлении бандитизма в районах Новониколаевска, Барнаула, Бийска и Семипалатинска.

### Межвоенное время
После окончания боевых действий Баринов продолжил служить в этой же дивизии: в марте 1922 года был назначен на должность помощника начальника дивизионной школы младшего командного состава, в октябре 1924 года — на должность помощника начальника оперативной части штаба дивизии, а в сентябре 1925 года — на должность начальника строевого отделения штаба дивизии.
После окончания стрелково-тактических курсов «Выстрел» в августе 1928 года был назначен на должность начальника штаба 62-го стрелкового полка 21-й стрелковой дивизии, в сентябре 1929 года — на должность начальника штаба и командира 9-го стрелкового полка (1-я стрелковая дивизия), а в декабре 1931 года — на должность заместителя начальника отдела боевой подготовки Особой Краснознамённой Дальневосточной армии.
В мае 1935 года был направлен на учёбу в Военную академию имени М. В. Фрунзе, после окончания которой с августа 1938 года исполнял должность преподавателя кафедры общей тактики.
В июне 1940 года был назначен на должность начальника штаба 162-й стрелковой дивизии, а в марте 1941 года — на должность начальника штаба 67-го стрелкового корпуса (Харьковский военный округ).

### Великая Отечественная война
В июле 1941 года корпус был включён в состав 21-й армии, с июля по сентябрь ведшей оборонительные и наступательные боевые действия против противника в составе Западного, Центрального и Брянского фронтов. Корпус участвовал в ходе обороны под городами Рогачёв и Жлобин, а также в Смоленском сражении.
В декабре 1941 года Александр Борисович Баринов был назначен на должность заместителя начальника штаба 48-й армии Брянского фронта, а в октябре 1942 года — на должность командира 81-й стрелковой дивизии этих же армии и фронта.
31 марта 1943 года полковнику Александру Борисовичу Баринову было присвоено звание «генерал-майор».
В декабре 1943 года генерал-майор Баринов был назначен на должность командира 25-го стрелкового корпуса, который в составе 69-й армии 1-го Белорусского фронта участвовал в Люблин-Брестской, Варшавско-Познанской, Висло-Одерской наступательных операциях, а также в освобождении городов Зволень, Радом, Варшава и Швибус. За умелое командование корпусом и проявленные при этом мужество и героизм генерал-майор Александр Борисович Баринов был награждён Орденом Суворова 2 степени.
В марте 1945 года был назначен на должность заместителя командующего 5-й ударной армией (1-й Белорусский фронт), после чего принимал участие в ходе Берлинской наступательной операции и освобождении Берлина.

### Послевоенная карьера
После войны генерал-майор Александр Борисович Баринов продолжил служить на должности заместителя командующего 5-й ударной, а с января 1947 года — на должности заместителя командующего 6-й гвардейской армий в составе Группы советских войск в Германии.
В марте 1947 года был назначен на должность начальника Военного управления Советской военной администрации в Германии, а в ноябре 1948 года — одновременно на должность заместителя начальника штаба Управления советской военной администрации.
В апреле 1949 года был направлен на Высшие академические курсы при Высшей военной академии имени К. Е. Ворошилова, которые окончил с отличием в 1950 году. В 1952 году закончил эту же академию, после чего был назначен на должность старшего преподавателя кафедры стратегии и оперативного искусства в академии.
Генерал-майор Александр Борисович Баринов в мае 1958 года вышел в запас. Умер 18 сентября 1981 года в Москве. Похоронен на Востряковском кладбище.

### Семья
Сын — Александр

## Награды
- Два ордена Ленина (06.04.1945, 1945);
- Четыре ордена Красного Знамени (22.02.1943, 14.06.1943, 1944, 1948);
- Орден Кутузова 1 степени (29.05.1945);
- два ордена Суворова 2 степени (03.06.1944, 23.08.1944);
- Орден Красной Звезды;
- Медали;
- Иностранные ордена и медали.